# Пејс (Флорида)
Пејс (енгл. Pace) насељено је место без административног статуса у америчкој савезној држави Флорида.

## Демографија
По попису из 2010. године број становника је 20.039, што је 12.646 (171,1%) становника више него 2000. године.
| Група             | 2000.         | 2010.          |
| Белци             | 6.837 (92,5%) | 17.966 (89,7%) |
| Афроамериканци    | 98 (1,3%)     | 378 (1,9%)     |
| Азијати           | 77 (1,0%)     | 292 (1,5%)     |
| Хиспаноамериканци | 140 (1,9%)    | 727 (3,6%)     |
| Укупно            | 7.393         | 20.039         |